# Bernhard Barnstorff
Bernhard Barnstorff (* 14. September 1645 in Rostock; † 22. April 1704 ebenda) war ein deutscher Mediziner.

## Leben
Bernhard Barnstorff wurde als Sohn des Rostocker Apothekers Peter Barnstorff (1606–1652) und dessen Frau Agneta, geb. Scharffenberg, geboren. Im März 1657 ist er erstmals an der Universität Rostock immatrikuliert, ohne jedoch, da noch minderjährig, den Immatrikulationseid geschworen zu haben. 1664 begann er ein zweijähriges Philosophie-Medizinstudium an der Universität Wittenberg unter anderem bei Michael Sennert und Konrad Viktor Schneider. Dabei hielt er 1665 seine erste Disputation, mit dem Thema verborgene Eigenschaften, und ein Jahr später über Gestalten der Meteore. Im Folgejahr, 1667, setzte er das Studium an der Universität Rostock fort.
1668/1669 unternahm er eine Forschungsreise zu den Niederlanden, nach Frankreich und nach England. Ein Jahr davon hielt er sich an der Universität Leiden auf, um Vorlesungen von unter anderem Franciscus Sylvius zu besuchen. Außerdem besichtigte er Krankenhäuser in Oxford und Paris. Auf seiner Rückkehr nach Deutschland besuchte er die Universitäten Straßburg, Heidelberg, Jena, Frankfurt und Leipzig. Zurück in Rostock hörte er weitere Vorlesungen, unter anderem bei Johann Bacmeister, und wurde schließlich bei Bacmeister am 28. Februar 1671 zum Doktor der Medizin promoviert. Seine Dissertation handelte über die Jungfernkrankheit. Danach wirkte er als praktischer Arzt und heiratete im Mai 1671 Elisabeth Weidenkopf, die Tochter des Doktor Eberhard Weidenkopf.
Am 28. Januar 1686 wurde Barnstorff in Rostock zum ordentlichen Medizinprofessor ernannt, da sein Vorgänger, Johan Jacob Döbelius der Ältere, am 3. Juni 1684 verstorben war. Zum Amtsantritt hielt er die Rede Ueber die unmerkliche Ausdünstung des menschlichen Körpers und schrieb Von der Herrschaft der Phantasie über die Sinne. 1695 wurde er zum Senior seiner Fakultät ernannt und war insgesamt sechsmal Universitätsrektor, einmal davon stellvertretend: 1686, 1691, 1695, 1696, 1696 und 1702.
Er verstarb in Rostock am 22. April 1704, 58-jährig. Barnstorffs Nachfolger an der Universität wurde Wilhelm David Habermann.
Sein Sohn Eberhard Barnstorff war in Greifswald Medizin-Professor; außerdem hatte Bernhard einen Bruder gehabt, den Juraprofessor Johann Barnstorff.
Barnstorff galt als fleißiger und gewissenhafter Lehrer wie auch Arzt. An der Universität war er eigentlich Medizin-Professor, hielt aber auch Vorlesungen über Chemie, weshalb er teils auch als Professor für Chemie bezeichnet wurde.

## Werke
- Programma Quo Rector Universitatis Rostochiensis Bernhardus Barnstorff […] ad exsequias, Quas […] Elisabethae Schröders/ […] Dn. Christiani Schröders/ I.U.D. […] Superstitis relictae Filiae, Moestissima Mater, Vidua Schröderiana, hodie paratas cupit, Omnes Academiae Cives […] invitat (Rostock 1692)
- Programma Quo Rector Universitatis Rostochiensis Bernhardus Barnstorff Med. D. Prof. Publicus & Poliater Dominum Nostrum Jesum Christum aeternum Dei Filium propter iustitiam nostram ex mortuis resurgentem ipso Paschatis die XII. April. A. 1696 Omnibus Civibus proponitea, qua fas est, pietate serio contemplandum & collaudandum (Rostock 1696)
- Programma Quo Rector Universitatis Rostochiensis Bernhardus Barnstorff Med. D. PP. & Poliater Notitiam De Angelis Ipso Michaelis Festo Omnes Academiae Cives sibi magis magisq[ue] tanquam pietatis Studiosi apud animum ut confirment, ea qua fas est humanite rogat atque contendit (Rostock 1696)
- Programma Quo Rector Universitatis Rostochiensis Bernhardus Barnstorff Med. D. Prof. Publicus & Poliater. Ad Passionem Domini Nostri Jesu Christi ipsius Filii Dei Contra Bacchanalia rite & attentius considerandam Omnium ordinum Cives ea qua fas est, humanitate serio adhortatur (Rostock 1696)
- Programma Quo Rector Universitatis Rostochiensis Bernhardus Barnstorff […] Ad Cohonestandas Exequias Quas Matronae Honoratissimae Elisabethae Petri, Viri […] Valentini Mölleri […] relictae Viduae Liberi Moestissimi Solemniter decenterq[ue] paratas cupinnt, Omnes Universitatis huius Cives & Fautores […] invitat (Rostock 1696)